# Сунь Чжифэн
Сунь Чжифэн (кит. упр. 孙志峰, род. 17 июля 1991) — китайская сноубордистка, выступающая в хафпайпе. Сунь одержала две победы на этапах Кубка мира по сноуборду в 2008 и 2010 годах. Она представляла Китай на зимних Олимпийских играх 2006 и 2010 годов.